# Кусов, Алан Таймуразович
Ала́н Таймура́зович Ку́сов (осет. Хъуысаты Таймуразы фырт Алан; 11 августа 1981, Орджоникидзе) — российский футболист, полузащитник.

## Карьера

### Клубная
Воспитанник владикавказских СДЮШОР «Юность» и «Спартак». Первые тренеры — Игорь Осинькин, Геннадий Любочкин и Валерий Горохов. В 1997—1998 годах выступал за второй состав клуба «Алания», в 1999 провёл один сезон во владикавказском клубе второго дивизиона «Иристон».
В 2000 году дебютировал в высшем дивизионе чемпионата России в составе «Алании», где и играл следующие 3 года. В 2003 году перешёл в московский ЦСКА, в котором за полгода сыграл в 11 матчах, после чего вернулся в «Аланию» на правах аренды и выступал за владикавказский клуб до конца чемпионата 2003 и в чемпионате 2004. С июля по ноябрь 2005 года, также на правах аренды, играл в составе клуба первого дивизиона «Спартак» Челябинск.
В январе отправился в Грозный. Однако на сезон-2006 «Терек» Кусова не заявил, и следующие два сезона, как заявил футболист, он лечился от некой травмы, о которой распространяться не хочет. Позже Кусов заявил о том, что в этот период он увлёкся азартными играми, проиграв практически всё, что к тому моменту заработал. К сезону 2008 года игрок, контракт которого с ЦСКА закончился в конце 2007 года, сначала готовился в составе клуба первого дивизиона «Сибирь» Новосибирск, но в итоге оказался в другом сибирском клубе Первого дивизиона иркутской «Звезде». В мае был отчислен из команды из-за частых неявок на тренировки.
Летом 2009 года перешёл в «Анжи», в заявку которого был внесён 20 августа. В марте 2010 года официальный сайт московского «Торпедо» объявил о подписании с Кусовым годичного контракта.
В 2011 году вернулся в Северную Осетию, подписав контракт с «Аланией-Д». 24 июня контракт был расторгнут по обоюдному согласию сторон.
В феврале 2020 года объявил о завершении спортивной карьеры. Начал работать во владикавказской «Алании».

### В сборной
Сыграл один матч в составе сборной России: 13 февраля 2003. Румыния — Россия 2:4 71 минута, 1 голевая передача, был заменён
В 2002—2003 годах сыграл 6 матчей и забил 1 гол в составе молодёжной сборной России.

## Достижения
- Чемпион России: 2003
- Участник матча за Суперкубок России в 2003 году
- Победитель Первого дивизиона: 2009

## Личная жизнь
- Младший брат Артур тоже футболист.